# Luca Pianca
Luca Pianca, né le 23 août 1958, est un musicien luthiste classique suisse dont la spécialité est l'archiluth. En 1985, il cofonde Il Giardino Armonico, un ensemble pionnier de musique ancienne italien basé à Milan. Il crée des œuvres du luthiste-compositeur contemporain Roman Turovsky-Savchuk (en) dans des festivals internationaux et reçoit de nombreux prix internationaux pour ses enregistrements. 

## Biographie
Luca Pianca naît à Lugano, il est Suisse d'origine italienne. Il étudie avec Nikolaus Harnoncourt au Mozarteum de Salzbourg, en Autriche. 
Depuis 1982, Pianca collabore avec Concentus Musicus Wien. Il a également été luthiste à l'Opernhaus de Zurich. En 1985, il est cofondateur de Il Giardino Armonico (Le Jardin d'Harmonie), un ensemble de musique ancienne italien, pionnier des performances de nombreuses œuvres baroques et contemporaines. 
Luca Pianca enregistre plus de 20 disques, avec et sans Il Giardino Armonico, y compris des enregistrements complets du répertoire de luth de Jean-Sébastien Bach et Antonio Vivaldi. Il s'associe à des chanteuses et solistes d'opéra de renommée internationale telles que Cecilia Bartoli, Eva Mei (it) et Sylvia McNair. 
Depuis 1999, Pianca fait équipe avec le joueur de viole de gambe Vittorio Ghielmi (en) pour enregistrer de nombreux disques. Depuis 2001, il collabore également avec le luthiste-compositeur contemporain Roman Turovsky-Savchuk, dont il crée les œuvres dans plusieurs festivals internationaux : Urbino, Salamanque, Paris et Vilnius, entre autres.

## Distinctions et récompenses
- 5 Diapason d'or
- 4 Choc, Le Monde de la musique
- Gramophone Classical Music Awards, 1996 (Gramophone)
- Deutscher Schallplattenpreis (prix d'enregistrement allemand), 1998

## Discographie
- Bagpipes from Hell (Cornemuses de l'enfer) Musique pour viole de gambe, lyra-viol, luth et ceterone (en). 17e et 18e siècle (avec Vittorio Ghielmi, 1999)
- Pièces de caractère, œuvres de : Marais, Forqueray, Mouton, Dollé, Caix d'Hervelois, De Visée (avec Vittorio Ghielmi, 2002)
- Duo - Musique allemande pour luth et viol (avec Vittorio Ghielmi, 2005)
- Devil's Dream (avec Ghielmi et Gibelli, 2006)